# 硬叶梳藓
硬叶梳藓（学名：Ctenidium enerve）为灰藓科梳藓属下的一个种。

## 扩展阅读
- 維基物種上的相關：硬叶梳藓